# وضعیت طبقه‌بندی ویژه
در ژوئیه ۱۹۷۲، ویلیام وایتلاو، وزیر امور خارجهٔ دولت محافظه‌کار و بریتانیایی در ایرلند شمالی، به کلیه زندانیانی که در ایرلند شمالی به دلیل جرایم مرتبط با درگیری‌های جمهوری‌خواهانه مجازاتشان را می‌گذرانند، وضعیت طبقه‌بندی ویژه (SCS) اعطا کرد. این یکی از شروط تعیین شده توسط ارتش موقت جمهوری‌خواه ایرلند (IRA) هنگام مذاکره در مورد توافق با دولت برای آتش‌بس بود.
وضعیت ویژه (یا "سیاسی") عملاً وضعیت اسیر جنگی به دستگیرشدگان می‌بخشید و برخی از امتیازات اسیران مانند امتیازات مشخص شده در کنوانسیون ژنو را برای آن‌ها فراهم می‌کرد. این بدان معنی بود که زندانیان مجبور به پوشیدن لباس زندان نبودند، در گروه‌های شبه‌نظامی خود اسکان داده می‌شدند و اجازه ملاقات‌های اضافی و بسته‌های غذایی داشتند.
دولت در ۱ مارس ۱۹۷۶ به وسیله وزیر امور خارجه جدید از حزب کارگر ، مرلین ریز، اعلام کرد که تدریجاً از SCS خارج می‌شود. با هر کسی که به جرم برنامه‌ریزی برای خرابکاری، بعد از مارس ۱۹۷۶ محکوم شود، به عنوان یک جنایتکار و بزهکار معمولی رفتار می‌شود و مجبور به پوشیدن لباس زندان، کار در زندان و اجرای حکم در زندان جدید مِیز می‌باشد. پاسخ برخی از زندانیان به این رفتار خشونت‌آمیز بود و شش کارمند زندان در سال‌های ۱۹۷۶ و ۱۹۷۷ کشته شدند.
در اواخر سال ۱۹۷۶، محل اسکان جدید اسیران که توسط گاردینر توصیه شده بود، آماده پذیرش اولین زندانیان خود بود. در هفته‌هایی که روی میسون سمت مرلین را به عنوان وزیر امور خارجه عهده‌دار شد، اولین زندانی محکوم شده طبق این سیاست جدید وارد مِیز شد و به او دستور داده شد که لباس زندان را بپوشد. این زندانی اولی عضو IRA بود و برای دزدیدن یک اتوبوس محکوم شده بود. نوگنت از پوشیدن لباس فرم خودداری کرد و گفت که او یک مجرم نیست بلکه یک زندانی سیاسی است. بدین شکل اعتراض جل‌پوشی در سلول‌های زندان آغاز شد و او پتوی زندان را دور خود پیچید تا لخت نماند. این همان اقدامی بود که زندانیان قدیمی ارتش جمهوری ایرلند در دهه ۱۹۴۰ در جنوب انجام دادند. تا سال ۱۹۷۸، نزدیک به ۳۰۰ زندانی جمهوری‌خواه ایرلندی از پوشیدن لباس فرم زندان خودداری کردند.
به دنبال این اعتراضات، اعتصاب غذا در سال ۱۹۸۱ انجام شد که طی آن ده زندانی جمهوری‌خواه در میز از گرسنگی مُردند. پس از آن، با تقاضای اصلی زندانیان معترض در اوایل سال ۱۹۸۳، این قانون به تدریج از بین رفت.